# Viol au téléphone
 Pour plus de détails, voir Fiche technique et Distribution
Viol au téléphone (connu également sous le titre Sexterror) est un film pornographique français réalisé par Michel Ricaud, sorti en 1990.

## Synopsis
Après le cambriolage d'une agence de casting pour films pornographiques, dont un fichier des modèles féminins, contenant des photos assez intimes, a été dérobé, un homme contraint, par appel anonyme, ces dernières à se livrer à des actions sexuelles assez honteuses, sous peine de dénonciation publique.

## Fiche technique
- Titre : Viol au téléphone
- Autre titre : Sexterror
- Réalisation et scénario : Michel Ricaud
  - Assistant réalisateur : Gilles Lecroc
- Directeur de la photographie : François About (crédité Serge de Beaurivage)
- Distribution des rôles : Marc Dorcel
- Montage : Marc Kramer et Norma Poulipoulos (créditée Norma Pouliopoulos)
- Musique : Marc Dorcel
- Producteur : Marc Dorcel
- Société de production : Vidéo Marc Dorcel (VMD)
- Format : Couleur
- Pays :  France
- Durée : 86 minutes
- Genre : Pornographique
- Date de sortie : France : 8 avril 2002[2] (sortie DVD)

## Distribution
- Tracey Adams
- Sandrine Van Herpe (créditée Sandrine Vanher)
- Cindy Labare (créditée Isabelle Neyle)
- Rocco Siffredi
- Roberto Malone (crédité Robert Malone)
- Charles Franzi
- Franck Balard (crédité Frank Balard)
- Alain L'Yle (crédité Alain Lyle)
- Dominique Lesage
- Christoph Clark (crédité Christophe Clark)